# بيمبروك بارك
بيمبروك بارك (بالإنجليزية: Pembroke Park)‏ هي مدينة أمريكية تقع في ولاية فلوريدا. تبلغ مساحة هذه المدينة 4.6 (كم²)،ويبلغ عدد سكانها 6102 نسمة حسب إحصاء سنة 2010 م 6102.